# Коки
Ко́ки (лат. Eleutherodactylus coqui) — вид листовых лягушек. В отдельный вид был выделен лишь в 1966 году.

## Описание
Обыкновенный коки представляет собой маленькое бесхвостое земноводное длиной 3—5 см, самцы несколько мельче самок. Однако, несмотря на малые размеры, самцы могут издавать звуки до 100 дБ («ко-кии», отсюда и название).
У этого вида наблюдается прямое развитие — стадия головастика отсутствует; самка откладывает яйца, из которых выходят уже маленькие лягушки.

## Распространение
Родина вида — Пуэрто-Рико, коки является одним из неофициальных символов острова.

### Биологическое загрязнение
Вид был интродуцирован (возможно с растениями) на Американские Виргинские острова и на Гавайи, где создал экологическую проблему в прибрежных районах (лягушка пока не поднимается в более прохладные леса на высоту более 1100 м над уровнем моря).
Проблема инвазии чуждого для островных экосистем видов привела к биологическому загрязнению, с которым невозможно бороться, по нескольким причинам:
- вид не имеет естественных врагов и конкурентов,
- для развития икры не нужны открытые водоёмы,
- в дневное время лягушки прячутся высоко на деревьях.

Завезённые лягушки вредят природному биоразнообразию, они уничтожают эндемичную фауну беспозвоночных животных островов.
Очень громкие крики, издаваемые вечером и ночью самцами лягушек, очень мешает сну жителей. Инвазия лягушек уже сказывается на рынке жилья на острове Гавайи, где с 2012 года недвижимость в районах распространения лягушек упала в цене.

## Галерея

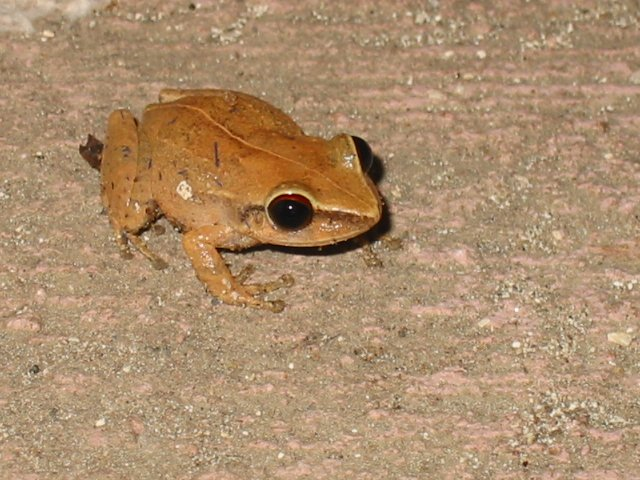
Пуэрто-Рико
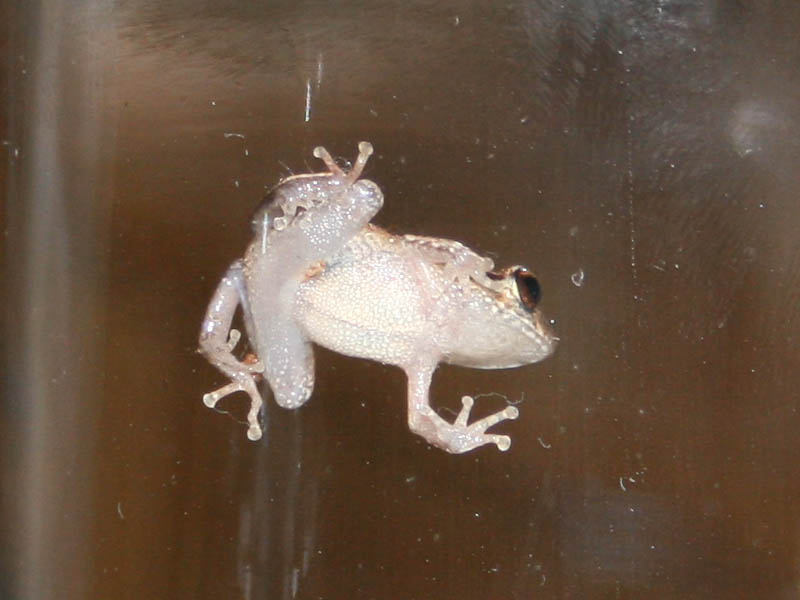
Пуэрто-Рико
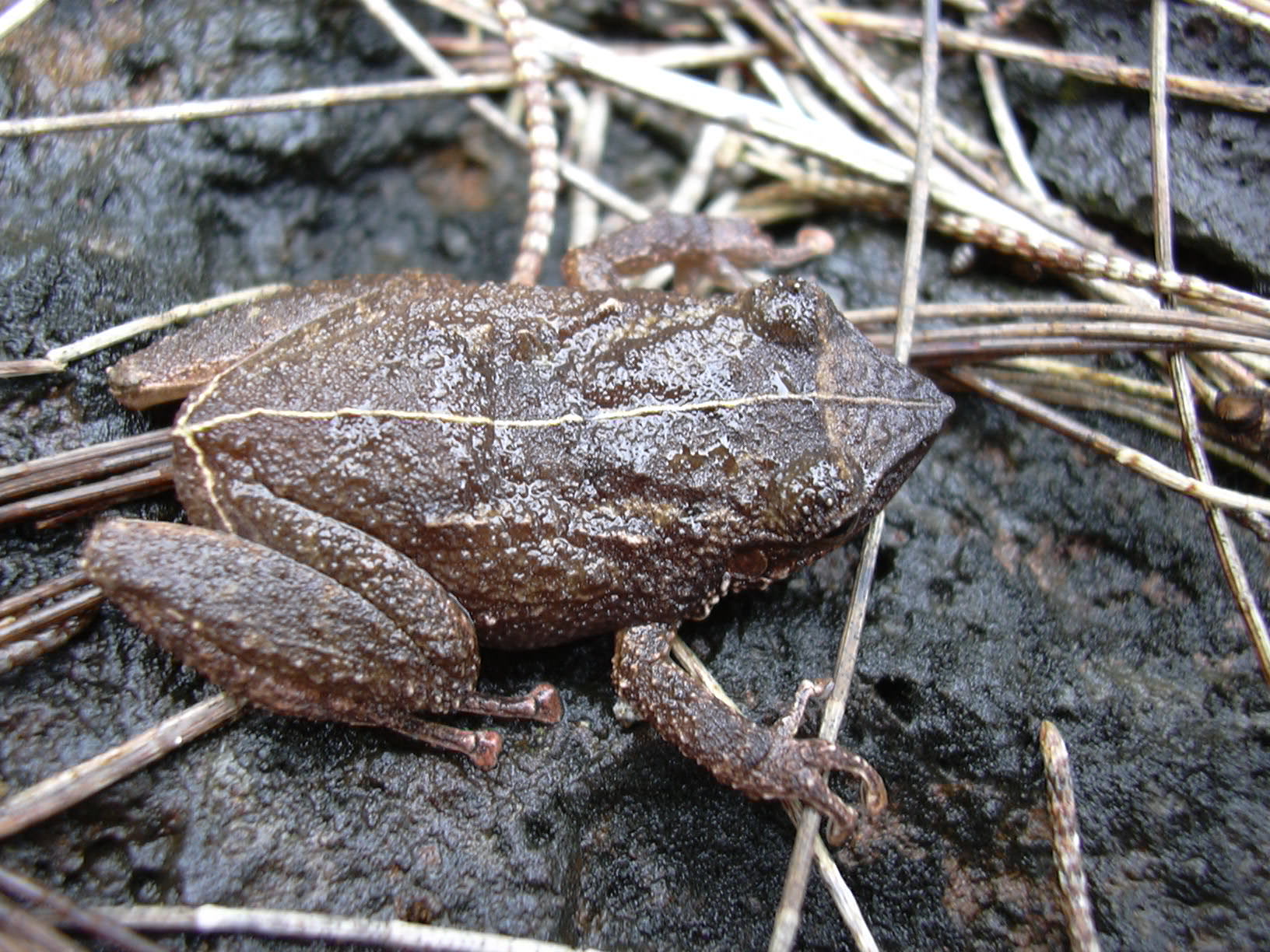
Гавайи
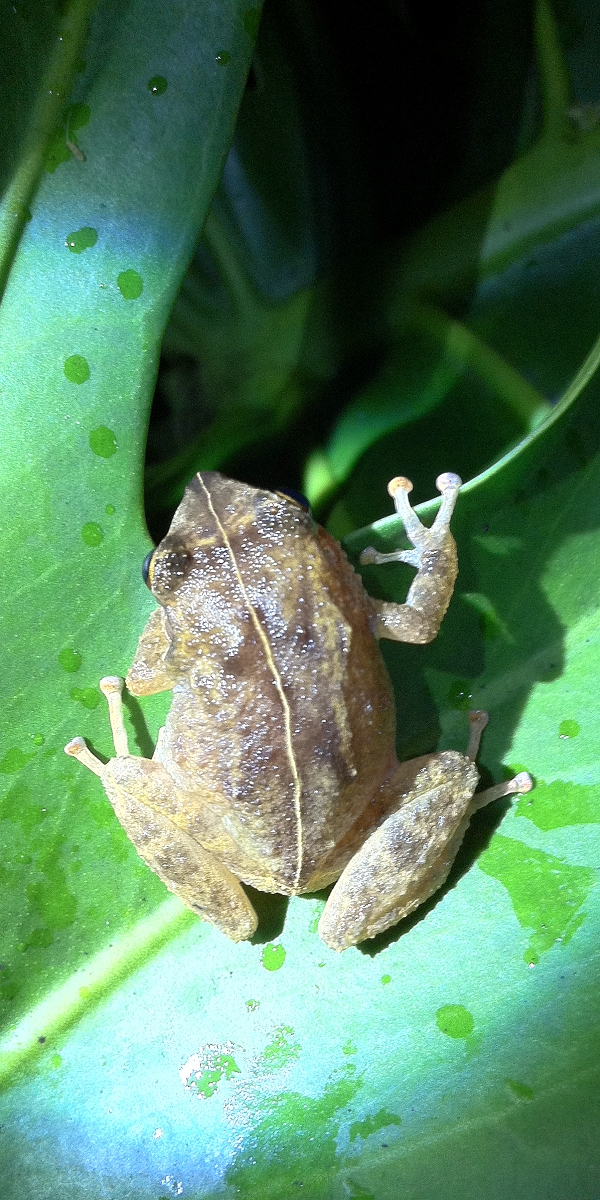
Остров Гавайи, 2012